# Makhonjwabergen
Makhonjwabergen är ett 120 kilometer långt och 60 kilometer brett bergsområde i provinsen Mpumalanga i Sydafrika och distriktet Hhohho i Swaziland. 
Det består av 600-1 800 meter höga trädklädda berg och gräsbevuxna kullar som tillhör ett grönstensbälte som är omkring 3,5 miljarder år gammalt.
År 2018 utsågs området till världsarv av Unesco.